# Xestocephalus amenus
Xestocephalus amenus är en insektsart som beskrevs av Delong, Wolda och Estribi 1980. Xestocephalus amenus ingår i släktet Xestocephalus och familjen dvärgstritar. Inga underarter finns listade i Catalogue of Life.